# Aisha Tyler
Aisha Tyler (San Francisco, Kalifornia, 1970. szeptember 18. –) amerikai színésznő, komikus, szerző, író és zenei videó rendező.
Ismert Andrea Marino szerepében a Szellemekkel suttogó első évadában, szinkronhangja Lana Kane-nek az Archer-ből, valamint visszatérő szereplője a CSI: A helyszínelőknek, a Talk Soupnak és a Jóbarátoknak. Társműsorvezetője a the Talk-nak és az egyik új műsorvezetője a Whose Line is it Anyway?-nak. Szintén ismerhetjük az elmúlt 3 Ubisoft E3 sajtókonferencia házigazdájaként.

## Ifjúsága, tanulmányai
Tyler San Franciscóban született, Robin Gregory tanár és Jim Tyler fotós lányaként. Szülei elváltak, amikor 10 éves volt, és apja nevelte fel. Korán, már középiskola alatt érdeklődni kezdett a vígjátékok iránt. A McAteer Középiskolába járt San Franciscóban, aminek volt egy speciális programja, amit McAteer Művészetek Iskolájának hívtak, ahol részt vett improvizációs és színházi órákon. Később a Dartmouth Egyetemre járt, ahol környezeti politikából szerzett diplomát és tagja volt a The Tabard-nak, egy együttműködő oktatási testvériségnek. A Darthmouthnál társalapítója volt és énekelt a Dartmouth Rockapellas-ban, egy csak nőkből álló a capella csoportban. Miután kevés ideig dolgozott egy San Franciscó-i reklámcégnél, utazott az országban, hogy a vígjáték pályáját folytassa, mielőtt Los Angelesbe költözött 1996-ban.

## Pályafutása
A Televíziós karrierje véget ért 2001-ben, a Talk Soup műsorvezetőjeként, és a társkereső sorozat a the Fifth Wheel munkákkal, bár a Talk Soup törölve lett a következő évben, és Tyler elhagyta a The Fifth Wheel-t 2002-ben hogy más munkába kezdjen. Tyler jelentős mennyiségű időt az önálló projektjeire fordított, beleértve egy szerepet a Moose Mating-ben, amiért NAACP Image díjat kapott. Szintén írt, rendezett és játszott a The Whipper önálló rövid filmjében.
Folytatva a színészkedést, Tyler a Jóbarátokban alakított, visszatérő szereplőként mint Charlie Wheeler, Joey és utána Ross barátnője volt a kilencedik és tizedik évadokban. Ezt követően vendégszereplője volt a Miami helyszínelőknek és Nip/Tuck, valamint mérlegelt egy sorozat hosszú visszatérő szerepet a CSI: Helyszínelőkben és a 24-ben, a 2004-2005-ös tv-sorozat idény alatt. Szintén megfilmesített a saját pilóta helyzet vígjátékát a CBSnek, ami nem volt felkapott. Vendégszereplője volt a MADtv-nek.
Utána rendszeres szereplője volt a CBS sorozatának a Szellemekkel suttogóknak, az első évadja alatt Tyler feltűnt számos filmben is, beleértve a The Santa Clause 2 The Santa Clause 3: The Escape Clause, 45, és a Balls of Fury vígjátékban. 2007-ben, megfilmesítette a Death Sentence thrillert és a Black Water Transit bűnügyi drámát. Szintén feltűnt a tévében a Boston Legal-ban és a Reno911!-ben. The Boondocks, és mint film kritikus az At the Movies néhány epizódjában Eber&Roeper-rel, hogy betöltse a hiányzó Roger Ebert helyét mialatt ő felépült a műtétjéből.

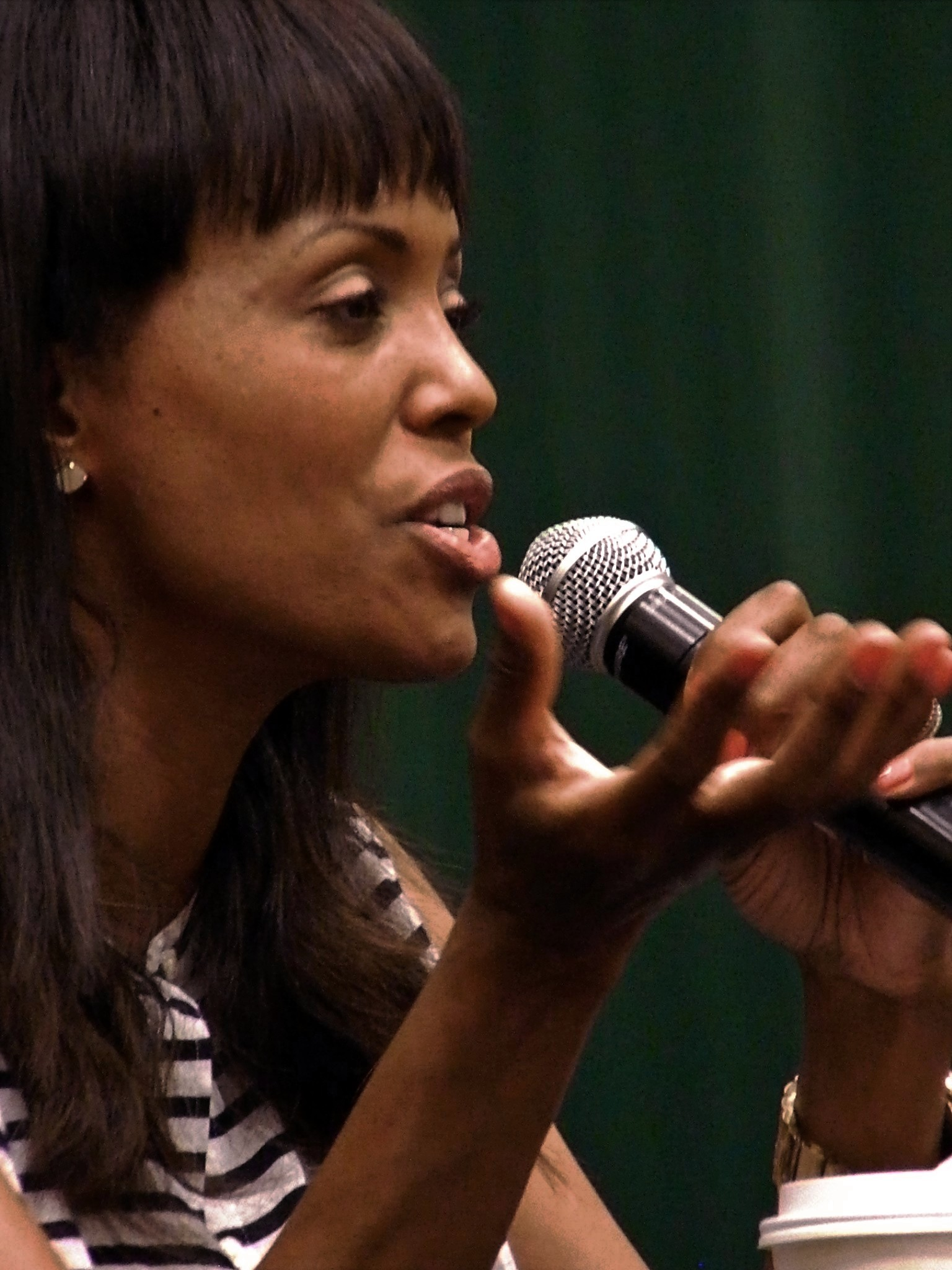
Tyler megnyerte a közönséget a New York-i könyv dedikáláson a Barnes & Noble-nél

Tyler a nyomtatott médiában is volt, mint rendszeres külső munkatárs a Glamourban, Jane és Entertaiment Weekly magazinokban. Az első könyve, Swerve: A Guide to the Sweet Life for Postmodern Girls 2004 januárjában jelent meg. Tyler szintén játszott a World Poker Tour-ban, Hollywood Home játékok a Future Without Violenve jótékonyságban ( régen Family Violence Prevention Alapítvány) Szintén vendége volt a Kanye West megjelenő "Slow Jamz" dalában, amelyben szintén feltűnt Twista és Jamie Foxx. A jótékonysági munka nagyon fontos volt Tyler-nek, és rendszeresen dolgozott önkéntesként az Amerikai Vöröskeresztnek, a The Trust for Public Land-nek, Planned Parenthood Federation of Amerikának, és az International Rescue Committee-nek. 2006 májusában más hírességekkel együtt feltűnt egy meztelen képen az Allure magazinban, ezzel gyűjtöttek pénzt a bőrrák ellen.
2009 májusában jelentették be, hogy az ABC Tylernek ad egy saját beszélgetős műsort, The Aisha Tyler Műsort. 2010 kora májusában a Bungie bemutatta "Welcome to the Beta" videóját a Halo:Reach-t. Tyler hangját adta egy jelentéktelen karakternek a játékban.
2010 augusztusában feltűnt visszatérő vendégként a The Stephanie Miller Showban. A szegmensek neve "Tuesdays with Tyler" volt. Mialatt Hal Sparks elhagyta az országot, Tyler betöltötte a helyét mint harmadik tagként a Stephanie Miller Sexy Liberal Comedy Tour-ban, három műsorban 2011 augusztusában. Októberben a Tyler közleményében a CBS The Talk válogatáson ő jelentette be a Stephanie Miller Show-t, hogy amíg nem tud csatlakozni hozzájuk a stúdióban, ő telefonon keresztül közreműködik, és Miller utalt rá, hogy ismét csatlakozzon a Sexy Liberal turnéhoz, bár visszatérési időt nem állapítottak meg neki.
2011. július 16-tól Tyler saját heti Podcastot kezdett Girlon Guy címmel, ahol meginterjúvolta a kedvenc híres barátait és megvitatta velük a szerelmi témát. A műsor az iTunes Store negyedik legjobb humor podcastjaként indított, és jelenleg a második legjobb humor podcast, és összesítésben a 7. legjobb az iTunes Store-on. Az első Girl on Guy H. Jon Benjamin vendéggel 2011. július 25-én kezdődött, a második a Current Tv's korábbi műsorának vezetője az InfoMania-nak, Brett Erlich-el 2011. augusztus 1-jén jelent meg, és a 3. az Archer kitalálójával Adam Reed-del, ami 2011. augusztus 9-én debütált.
2011 októberében bejelentették, hogy Tylernek csatlakoznia kellene a The Talk gárdájához mint állandó társműsorvezető, Holly Robinson Peete helyére. Az első teli hete mint műsorvezető partner 2011. október 24-től 2011. október 28-ig tartott. Tyler bemutatta a Ubisoft sajtókonferenciát az E3-nál 2012 júniusában, amelyre néhány visszajelzést kapott a rajongóktól akik nem hittek Tylerben mint játékosban. Ez azt eredményezte, hogy Tyler versben válaszolt arról, hogy játszik ő a videó játékokkal. Visszatért, hogy házigazdája legyen a kiadók sajtó konferenciájának a következő évben. 2013 júliusában, Tyler második könyve, Self-Inflicted Wounds: Heartwarming Tales of Epic Humiliation – amely a The New York Times bestsellere lett- alapul véve a Girl on Guy vendégeinek a kérdésekre adott válaszait, debütált a könyvesboltokban. 2013 márciusában Tyler lett az új műsorvezetője a Whose Line Is It Anyway amerikai verziójának. Szintén megjelent magát alakítva egy népszerű videó játékban, a Watchdogs-ban, és alakított a Weird Al Yanakovic zenei videójában "Tacky"nak.

## Magánélet
Tyler 1992 májusában házasodott össze Jeff Tietjens ügyvéddel. Tyler és férje buzgó sör-fanatikusok, mindketten házi sörfőzők. A sör iránti szeretetéről és szenvedélyéről beszámolt a DC 101 rádióadó Elliot in the Morning című műsorában és a Sharon Osbourne Show-ban. Egy 2012 januári interjúban Tyler elmondta, hogy nincs annyi ideje a házi sörfőzésre, mint amikor a 20-as és korai 30-as éveiben járt, de szeretne visszatérni ehhez a szenvedélyéhez. Tyler is egyike azoknak, akik szót emelnek az LGBTQ közösség jogaiért.
Tyler főzni is szeret. Egyik kedvenc elfoglaltsága volt régebben elmenni egy ínyenc étterembe, ételt rendelni, majd megpróbálni újra megalkotni ugyanazt a fogást az otthoni konyhájában. Tyler egy aktív számítógépes játékos, a Halo sorozat a kedvence.

## Filmográfia

### Filmszerepei
| Év   | Cím                                | Szerep                                  |
| ---- | ---------------------------------- | --------------------------------------- |
| 2000 | Dancing in September               | Szövőnő                                 |
| 2001 | Moose Mating                       | Josie                                   |
| 2002 | Télapu 2. – Veszélyben a karácsony | Természet anya                          |
| 2003 | One Flight Stand                   | Alexis                                  |
| 2004 | Drogkirály                         | Nancy                                   |
| 2006 | Télapu 3. – A szánbitorló          | Természet anya                          |
| 2006 | Fekete-fehér                       | Desiree Howard                          |
| 2006 | .45                                | Liz                                     |
| 2007 | Halálos ítélet                     | Wallis nyomozó                          |
| 2007 | Szerva itt, pofon ott              | Mahagóni                                |
| 2007 | A csapda                           | Angela                                  |
| 2008 | Meet Market                        | Jane                                    |
| 2008 | Esti mesék                         | Donna Hynde                             |
| 2009 | Black Water Transit                | Casey Spandau                           |
| 2010 | Elkötelezett                       | Rövidfilm; rendező, vágó, producer, író |
| 2010 | Papás-Babás (The Babymakers)       | Karen                                   |

### Televíziós szerepei
| Év        | Cím                                      | Szerep                   | Megjegyzések                   |              |
| --------- | ---------------------------------------- | ------------------------ | ------------------------------ | ------------ |
| 1996      | Nash Bridges                             | Riporter                 | Vendégszerep                   |              |
| 1996      | Grand Avenue                             | Első számú lány          | Tv film                        |              |
| 1999      | A Tettető                                | Angela Somerset          | Vendégszerep                   |              |
| 2001      | Curb Your Enthusiasm                     | Shaq barátnője           | Vendégszerep                   |              |
| 2001      | Talk Soup                                | Host                     |                                |              |
| 2001      | Off Limits                               |                          | Vendégszerep                   |              |
| 2001      | Az ötödik kerékl                         | Házigazda                |                                |              |
| 2002      | A Kolbász gyár                           | Jamie                    | Vendégszerep                   |              |
| 2003–2004 | Jóbarátok                                | Charlie Wheeler          | 9 epizód                       |              |
| 2003–2004 | CSI: Miami                               | Janet Medrano            | Vendégszerep                   |              |
| 2004      | Slow Jamz                                | Önmaga                   | Zenés videó                    |              |
| 2004      | Untitled Aisha Tyler Project             | Melanie Haywood          | Elutasított Tv pilóta          |              |
| 2004      | Nip/Tuck                                 | Manya Mabika             | Vendégszereplő                 |              |
| 2004–2005 | CSI: Helyszínelők                        | Mia Dickerson            | Visszatérő szereplő, 8 részbe  |              |
| 2005      | 24                                       | Marianne Taylor          | 7 epizód                       |              |
| 2005–2006 | Szellemekkel suttogó                     | Andrea Marino            | Normál sorozat, 23 rész        |              |
| 2006      | For One Night                            | Desiree Howard           | TV film                        |              |
| 2007      | Boston Legal                             | Taryn Campbell           | Vendégszerep                   |              |
| 2007      | The Boondocks                            | Luna                     | Vendégszerep                   |              |
| 2008      | Millió Dolláros jelszó                   | Önmaga                   | Híres játékos                  |              |
| 2008      | Reno 911                                 | Befany Dangle            | Vendégszerep                   |              |
| 2009      | Aisha Tyler is Lit: Live at the Fillmore | Önmaga                   | Stand-up special               |              |
| 2009      | Celebrity Jeopardy!                      | Önmaga                   | Híresség rész                  |              |
| 2009–2023 | Archer                                   | Lana Kane ügynök         | rendszeres sorozat             |              |
| 2010      | Chelsea Lately                           | Önmaga                   | Vendég interjú                 |              |
| 2010      | The Forgotten                            | Lydia Townsend           | Vendégszereplő                 |              |
| 2011      | XIII: a sorozat                          | Jons polgármester        | Rendszeres sorozat             |              |
| 2011      | RuPaul's Drag Race 3                     | Önmaga                   | Vendég bíró                    |              |
| 2011–     | The Talk                                 | Önmaga                   | Műsorvezetőtárs                |              |
| 2012–2013 | Glee                                     | Jake Puckerman édesanyja | Vendégszerep                   |              |
| 2013-     | Whose Line Is It Anyway?                 | Önmaga                   | Házigazda                      |              |
| 2013      | Hawaii Five-0                            | Savannah Walker          | Önmaga                         | Vendégszerep |
| 2013      | The Getaway                              | Önmaga                   | Vendég házigazda               |              |
| 2014      | The Escape                               | Aisha                    |                                |              |
| 2014      | Modern Family                            | Wendy                    | Vendégszerep                   |              |
| 2014      | Talking Dead                             | N/A                      |                                |              |
| 2014      | @midnight                                | Önmaga                   | Epizód dátuma 2014. július 17. |              |

### Videójátékok
| Év   | Cím            | Szerep            | Megjegyzések                           |
| ---- | -------------- | ----------------- | -------------------------------------- |
| 2010 | Halo: Reach    | Női katona        |                                        |
| 2011 | Gears of War 3 | Walker parancsnok | A RAAM’s Shadow letölthető tartalomban |
| 2014 | Watch Dogs     | Önmaga            |                                        |